# Coupe des vainqueurs de coupe masculine de volley-ball 1986-1987
Navigation
Édition précédente Édition suivante
La coupe d'Europe des vainqueurs de coupe de volley-ball masculin 1986-1987 est la 15e édition de la Coupe des vainqueurs de coupe.

## Compétition

### Phase finale
| # | Équipe               | Pts | J | G | P | Sp | Sc | Ratio | Pp  | Pc  | Ratio |
| - | -------------------- | --- | - | - | - | -- | -- | ----- | --- | --- | ----- |
| 1 | Tartarini Bologne    | 6   | 3 | 3 | 0 | 9  | 0  | MAX   | 137 | 53  | 2.585 |
| 2 | Levski Spartak Sofia | 5   | 3 | 2 | 1 | 6  | 3  | 2     | 110 | 98  | 1.122 |
| 3 | Bosna Sarajevo       | 4   | 3 | 1 | 2 | 3  | 7  | 0.429 | 88  | 133 | 0.662 |
| 4 | Resovia Rzeszów      | 3   | 3 | 0 | 3 | 1  | 9  | 0.111 | 98  | 149 | 0.658 |

| Date     | Match                                    | Résultat | Sets  | Sets  | Sets  | Sets | Sets | Total Points |
| Date     | Match                                    | Résultat | 1     | 2     | 3     | 4    | 5    | Total Points |
| -------- | ---------------------------------------- | -------- | ----- | ----- | ----- | ---- | ---- | ------------ |
| 20.02.87 | Bosna Sarajevo - Levski Spartak Sofia    | 0 - 3    | 11-15 | 5-15  | 9-15  | -    | -    | 25-45        |
| 20.02.87 | Tartarini Bologne - Resovia Rzeszów      | 3 - 0    | 15-6  | 17-15 | 15-6  | -    | -    | 47-27        |
| 21.02.87 | Resovia Rzeszów - Levski Spartak Sofia   | 0 - 3    | 16-18 | 6-15  | 6-15  | -    | -    | 28-48        |
| 21.02.87 | Tartarini Bologne - Bosna Sarajevo       | 3 - 0    | 15-7  | 15-0  | 15-2  | -    | -    | 45-9         |
| 22.02.87 | Bosna Sarajevo - Resovia Rzeszów         | 3 - 1    | 9-15  | 15-11 | 15-11 | 15-6 | -    | 54-43        |
| 22.02.87 | Levski Spartak Sofia - Tartarini Bologne | 0 - 3    | 3-15  | 6-15  | 8-15  | -    | -    | 17-45        |